# Kayden Wolff
Kayden Santana Wolff (* 19. Juni 2006 in Almere) ist ein niederländischer Fußballspieler.
Er spielt auf der Position des linken Außenstürmers. Wolffs Verein ist zur Zeit Ajax Amsterdam, für die er in den Jugendmannschaften zum Einsatz kommt. Des Weiteren ist er ein Nachwuchsnationalspieler der Niederlande.

## Karriere

### Verein
Kayden Wolff wechselte im Jahr 2021 vom FC Volendam in die Fußballschule von Ajax Amsterdam und gab am 18. September 2023 bei der 2:5-Niederlage im Zweitligaspiel bei der Zweitvertretung von AZ Alkmaar sein Pflichtspieldebüt für die zweite Mannschaft der Ajacieds.

### Nationalmannschaft
Kayden Wolff spielte für die Nachwuchsnationalmannschaften von „Oranje“ in den Altersklassen U16, U17 und U18. Mit der U17-Nationalmannschaft der Niederländer nahm er an der Europameisterschaft 2023 in Ungarn teil und schied dort mit seiner Mannschaft nach der Gruppenphase aus.